# Katherine McNamara
Katherine Grace McNamara (Kansas City, Misuri; 22 de noviembre de 1995) es una actriz estadounidense. Es mayormente reconocida por interpretar a Clary Fray en la serie de televisión Shadowhunters, adaptación de la saga literaria Cazadores de sombras de la autora Cassandra Clare. También es reconocida por protagonizar la serie Happyland y aparecer en The Fosters y Girl vs. Monster (2012). Durante su niñez, McNamara creció en Lee's Summit y destacó considerablemente en sus estudios, graduándose de secundaria con solo 14 años. Posteriormente, cursó la carrera de administración y dirección de empresas en la Universidad Drexel, Filadelfia, y se graduó con honores a los 17. Actualmente se encuentra realizando una maestría en economía aplicada en la Universidad Johns Hopkins, Baltimore.

## Biografía y carrera actoral

### 1995-2013: primeros años e inicios actorales
Katherine Grace McNamara nació el 22 de noviembre de 1995 en Kansas City, Misuri, como primera y única hija de Evan y Úrsula McNamara. Durante su niñez, creció en la ciudad de Lee's Summit y además de asistir regularmente a la escuela, recibía educación en el hogar, con lo que pudo avanzar rápidamente y graduarse de secundaria con solo 14 años. Tras ello, comenzó sus estudios universitarios en la Universidad Drexel, Filadelfia, y se graduó con honores en la carrera de administración y dirección de empresas con solo 17 años. Mientras cursaba sus estudios, eventualmente aparecía desarrollando roles menores en diversas series y películas, como Law & Order: Special Victims Unit, Glee y New Year's Eve (2011). En 2012, grabó un episodio piloto para Madison High, una serie derivada de High School Musical, pero Disney Channel canceló el proyecto. No obstante, el canal la contrató para ser la principal antagonista del telefilme Girl vs. Monster, y también para aparecer en la serie Jessie.

### 2014-2019:Shadowhunters
En 2014, prestó su voz para el personaje de Priscilla Pynch en la serie animada Transformers: Rescue Bots, y en 2015, apareció en tres episodios de The Fosters, así como en la película Maze Runner: The Scorch Trials. El 6 de mayo del mismo año, el canal Freeform anunció que McNamara había sido contratada para interpretar al personaje protagonista de Clary Fray en la serie Shadowhunters, adaptación de la saga literaria de Cazadores de sombras escrita por la autora Cassandra Clare, siendo el mayor papel que la actriz había recibido hasta entonces. Su estreno ocurrió el 12 de enero de 2016 y la primera temporada constó de un total de trece episodios. Su actuación le valió su primera nominación a los Teen Choice Awards. Aunque la serie obtuvo reseñas mixtas por parte de la crítica, registró buenos índices de audiencia, hecho que llevó a Freeform a renovarla para una segunda temporada.
El 21 de septiembre de 2018, se anunció que McNamara se unió al elenco recurrente de la séptima temporada de Arrow. El 11 de julio de 2019, pasó a formar parte del elenco principal en la octava y última temporada.

## Filmografía
| Año  | Título                                     | Rol              | Notas                               |
| ---- | ------------------------------------------ | ---------------- | ----------------------------------- |
| 2007 | The Brige & the Groom                      | Invitado de boda | Cortometraje, cameo                 |
| 2008 | Matchmaker Mary                            | Mary Carver      |                                     |
| 2009 | Sam Steele and the Junior Detective Agency | Emma Marsh       |                                     |
| 2010 | The Nuclear Standard                       | Penny            | Cortometraje                        |
| 2010 | Get Off My Porch                           | Mary             | Cortometraje                        |
| 2011 | Sam Steele and the Crystal Chalice         | Emma Marsh       |                                     |
| 2011 | New Year's Eve                             | Lily Bowman      | Segmento «Historia de madre e hija» |
| 2012 | Last Ounce of Courage                      | Caroler          |                                     |
| 2013 | Contest                                    | Sarah O'Malley   |                                     |
| 2013 | Tom Sawyer & Huckleberry Finn              | Becky Thatcher   |                                     |
| 2015 | A Sort of Homecoming                       | Rose             |                                     |
| 2015 | Maze Runner: The Scorch Trials             | Sonya            |                                     |
| 2016 | Little Savages                             | Tiffany          |                                     |
| 2016 | Is That a Gun in Your Pocket?              | Sandy Keely      |                                     |
| 2016 | Natural Selection                          | Paige Thomas     |                                     |
| 2018 | Maze Runner: The Death Cure                | Sonya            |                                     |
| 2019 | Assimilate                                 | Hannah           |                                     |
| 2023 | Fool's Paradise                            | Terry            |                                     |
| 2024 | Air Force One Down                         | Allison Miles    |                                     |

| Año       | Título                                      | Rol                                       | Notas                                                   |
| --------- | ------------------------------------------- | ----------------------------------------- | ------------------------------------------------------- |
| 2008      | The Suite Life of Zack & Cody               | Hija de Brian McNamara                    | Cameo                                                   |
| 2010      | R.L. Stine's The Haunting Hour              | Jodanna                                   | Episodio: «Worry Dolls»                                 |
| 2011      | Law & Order: Special Victims Unit           | Jasmine                                   | Episodio: «Flight»                                      |
| 2011      | 30 Rock                                     | Meagan                                    | Episodio: «TGS Hates Women»                             |
| 2011      | Drop Dead Diva                              | Ann Logan                                 | Episodio: «Ah, Men»                                     |
| 2012      | Glee                                        | Bailarina #1                              | Episodio: «Makeover»                                    |
| 2012      | Sketchy                                     | Iris                                      | Episodio: «This Is 14»                                  |
| 2012      | Madison High                                | Cherri O'Keefe                            | Episodio piloto no aprobado                             |
| 2012      | Girl vs. Monster                            | Myra Santelli                             | Telefilme                                               |
| 2012-13   | Kickin' It                                  | Claire                                    | 3 episodios                                             |
| 2013      | Touch                                       | Evie Woods                                | Episodio: «Reunions»                                    |
| 2013      | Jessie                                      | Bryn Breitbart                            | 2 episodios                                             |
| 2013      | The Thundermans                             | Tara Campbell                             | Episodio: «Dinner Party»                                |
| 2013      | The Surgeon General                         | Lily Sherman                              | Episodio piloto no aprobado                             |
| 2014      | Happyland                                   | Harper Munroe                             | Elenco principal                                        |
| 2014      | CSI: Crime Scene Investigation              | Angela Ward/Tangerine                     | Episodio: «Long Road Home»                              |
| 2014      | Workaholics                                 | Haley                                     | Episodio: «Beer Heist»                                  |
| 2014      | Transformers: Rescue Bots                   | Priscilla Pynch (voz)                     | 3 episodios                                             |
| 2014      | Unforgettable                               | Carrie Wells joven                        | Episodio: «Reunion»                                     |
| 2014      | A Wife's Nightmare                          | Jackie                                    | Telefilme                                               |
| 2015      | R.L. Stine's Monsterville: Cabinet of Souls | Lilith                                    | Telefilme                                               |
| 2015      | The Fosters                                 | Ekaterina                                 | 3 episodios                                             |
| 2016      | The Grinder                                 | Ginger                                    | Episodio: «From the Ashes»                              |
| 2016      | Indiscretion                                | Lizzy                                     | Telefilme                                               |
| 2016-19   | Shadowhunters                               | Clary Fray                                | Elenco principal                                        |
| 2018-20   | Arrow                                       | Mia Smoak-Queen / Blackstar / Green Arrow | Recurrente (Temporada 7) Elenco principal (Temporada 8) |
| 2019      | Supergirl                                   | Mia Smoak / Green Arrow                   | Episodio: "Crisis on Infinite Earths, Part 1"           |
| 2019      | Batwoman                                    | Mia Smoak                                 | Episodio: "Crisis on Infinite Earths, Part 2"           |
| 2018—21   | The Flash                                   | Mia Queen / Green Arrow                   | 2 episodios                                             |
| 2021      | The Stand                                   | Julie Lawry                               | 4 episodios                                             |
| 2022—2023 | Walker: Independence                        | Abby Walker                               | Protagonista, serie de TV The CW                        |

## Premios y nominaciones
| Año  | Premiación             | Nominado por  | Categoría                                              | Resultado | Ref.   |
| ---- | ---------------------- | ------------- | ------------------------------------------------------ | --------- | ------ |
| 2016 | Teen Choice Awards     | Shadowhunters | Estrella de televisión revelación                      | Nominada  | [ 9 ]  |
| 2018 | People's Choice Awards | Shadowhunters | Estrella femenina de televisión favorita               | Ganadora  | [ 17 ] |
| 2018 | Teen Choice Awards     | Shadowhunters | Mejor actriz de televisión de fantasía/ciencia ficción | Nominada  | [ 18 ] |
| 2019 | Teen Choice Awards     | Shadowhunters | Mejor actriz de televisión de fantasía/ciencia ficción | Ganadora  | [ 19 ] |
| 2019 | Teen Choice Awards     | Shadowhunters | Mejor relación (con Dominic Sherwood)                  | Nominada  | [ 19 ] |